# Villamediana de la Vega
Villamediana de la Vega es una localidad del municipio leonés de San Cristóbal de la Polantera, en la Comunidad Autónoma de Castilla y León. 
La iglesia está dedicada a san Román.

## Localidades limítrofes
Confina con las siguientes localidades:
- Al norte con Seisón de la Vega.
- Al este con Huerga de Frailes.
- Al sureste con Santa Marinica.
- Al sur con Veguellina de Fondo.
- Al suroeste con San Román el Antiguo.
- Al oeste con San Cristóbal de la Polantera.

## Demografía
Evolución de la población
| Gráfica de evolución demográfica de Villamediana de la Vega entre 2007 y 2017 |
|                                                                               |
| Población de derecho (2000-2017) según el padrón municipal del INE            |